# Gazeta de Est
Gazeta de Est este un ziar din România. A fost fondat în 1990 de Dan Ravaru, Paul Munteanu și Ioan Parfeni. Ion Iancu Lefter a sprijinit apariția acestei publicații culturale, al cărei prim număr a apărut pe 16 februarie 1990. Dan Ravaru-Secretar general de redacție, Ioan Parfeni-secretar de redacție și tehnoredactor, Paul Munteanu-redactor.